# Кириленко, Николай Аверьянович
Николай Аверьянович Кириленко (1923—1944) — советский солдат, Герой Советского Союза (1945, посмертно).
В ходе боя у польского города Радзынь (ныне Радзынь-Подляски) во время Великой Отечественной войны автоматчик танкодесантной роты моторизованного батальона автоматчиков 20-й танковой бригады 11-го танкового корпуса красноармеец Н. А. Кириленко оказался окружён немецкими пехотинцами. После того как закончились патроны, гранатой подорвал себя и окруживших его немцев. Своими действиями содействовал безостановочному продвижению советских частей к Варшаве.

## Биография
Родился в 1923 году в городе Белая Церковь, ныне город Киевской области Украины, в семье рабочего. Русский (по другим данным — украинец). Образование среднее.
Призван в РККА в 1943 году. На фронтах Великой Отечественной войны с декабря 1943 года. Участвовал в боях на Вязьме, на Украине и в Польше.
19 июля 1944 года 20-я танковая бригада, в составе которой воевал автоматчик танкодесантной роты моторизованного батальона автоматчиков красноармеец Н. А. Кириленко, получила приказ — прорвать оборону противника и овладеть городом Седлец, который был хорошо подготовлен к обороне и являлся одним из главных опорных пунктов на подступах к Варшаве.
На участке наступления бригады находились оборонительные рубежи с долговременными огневыми точками, противотанковые и противопехотные препятствия. Перехватив инициативу, противник контратаковал, и советские части были вынуждены перейти к обороне. Несколько дней продолжались упорные бои.
24 июля 1944 года прорвав оборону противника, танки бригады с десантом устремилась к городу Седлец. В районе польского города Радзынь (ныне Радзынь-Подляски), стремясь сорвать наступление советских войск, противник предпринял контратаку пехоты с танками. В ходе боя Кириленко заметил, что прямо во фланг роты вышел тяжёлый танк противника. Обнаружив недалеко от себя огромную воронку, быстро вполз в неё и, когда танк приблизился, Кириленко подбил его противотанковой гранатой. Затем залез на танк и гранатами через люк уничтожил экипаж.
Близким взрывом был отброшен от танка и контужен. Тем не менее, не вышел из боя. Заметив в 50 м у небольшого кустарника орудие противника, пренебрегая опасностью и плотно прижимаясь к земле, Кириленко подполз на 15 м к орудию и накрыл его вместе с расчётом гранатой. Был ранен в руку, но продолжал вести огонь из автомата. Когда у него закончились патроны, немецкие пехотинцы окружили бойца, стремясь взять его живым в плен. Но Кириленко последней гранатой подорвал себя и окруживших его немцев. По оценке командира бригады полковника Н. П. Константинова, красноармеец Кириленко своими действиями содействовал безостановочному продвижению советских частей к Варшаве.
Указом Президиума Верховного Совета СССР от 24 марта 1945 года «за образцовое выполнение заданий командования, проявленные мужество и героизм в боях с немецко-фашистскими захватчиками» Кириленко Николаю Аверьяновичу присвоено звание Героя Советского Союза (посмертно).
Похоронен в городе Седльце (Польша).

## Награды и звания
- Герой Советского Союза (24 марта 1945, посмертно);
- орден Ленина (24 марта 1945, посмертно).

## Память
Навечно зачислен в списки 1-й танковой роты 20-й гвардейской Краснознамённой Седлецкой танковой бригады. Именем Н. А. Кириленко названы средняя школа № 16 и улица в городе Белая Церковь. На здании школы установлена мемориальная доска.